# آل أحمد (صعدة)
آل أحمد هي إحدى قرى الجمهورية اليمنية. وهي تتبع جغرافيًا لمحافظة صعدة. وإداريًا لمديرية حيدان. يبلغ تعداد سكانها 3651 نسمة حسب الإحصاء الذي أجري عام 2004.